# The Gauntlet III
Алчные экстремалы: Битва 3 (англ. The Gauntlet III) — 15-й сезон телевизионной ролевой игры канала MTV «Алчные экстремалы» (англ. The Challenge) и 3 сезон из серии «Битва». Сезон был снят в Пуэрто-Вальярта, Мексика и состоял из участников «Дорожных правил» и «Реального мира», и некоторых участников «Свежего мяса». 
В этом сезоне участники были разделены на 2 команды: ветераны и новички. Этот формат сезона очень похож на предыдущий сезон «Битва 2». Участники команды «Ветераны» участвовали хотя бы в 2 предыдущих сезонах телепередачи, а участники команды «Новички» — участвовали только в одной игре или не участвовали вообще.

## Правила
Соревнования состоят из серии командных миссий, с индивидуальным поединком (также известного, как «Битва») на выбывание после каждого задания.
В каждом задании команда «Ветераны» соревнуется против команды «Новички». Перед каждой битвой говорится, кто будет первый соревноваться, — мужчины или женщины.
После каждого командного задания, в мужской день «Битвы» победившая команда выбирает мужчину проигравшей команды и защищает его от «Битвы» и ещё одного, чтобы отправить на «Битву». Проигравшая команда выбирает одного из своих участников, чтобы он сражался с тем, кого выбрали победители. В женский день «Битвы» игроки защищают и отправляют на «Битву» женщин.
После того, как игроки «Битвы» выбраны, ведущий крутит колесо, чтобы выбрать задание для «Битвы». Проигравший в «Битве» будет исключен из игры.
В этом сезоне, победившей команде вручаются небольшие призы после каждого задания; призы вручаются женщинам перед мужским днем «Битвы», и наоборот. Гранд приз 300.000$, который будет разделен между оставшимися членами команды, которая выиграет заключительное задание.
- Никто не может быть спасен от «Битвы» в двух последовательных поединках (Например, если Ветераны выиграли шестое задание и спасли Джоанну, проиграли в восьмом и выиграли в десятом, они не могут спасти Джоанну в 10й «Битве»; даже если это не женские «Битвы»)
- Никакое задание «Битвы» не играет дважды подряд (смотрите «Gauntlet challenges»)
- Этот сезон отличается от Битвы 2 тем, что у команд нет капитанов.
- Этот сезон отличается от большинства других сезонов с двумя командами тем, что тут нет банковских счетов; денежный приз выдается только на последнем задании.

## Участники
Ведущий: T. J. Lavin, BMX rider
| Игрок                | Первый сезон         | Закончил      |
| -------------------- | -------------------- | ------------- |
| Адам Кинг            | РМ: Париж            | 2 место       |
| Брэд Фиоренза        | РМ: Сан-Диего        | 2 место       |
| Крис «CT» Тамбурелло | РМ: Париж            | 2 место       |
| Дием Браун           | Свежее мясо          | 2 место       |
| Эрик Бэнкс           | Свежее мясо          | 2 место       |
| Эван Старкман        | Свежее мясо          | 2 место       |
| Эвелин Смит          | Свежее мясо          | 2 место       |
| Кенни Сантуччи       | Свежее мясо          | 2 место       |
| Пола Меронек         | РМ: Кей-Вест         | 2 место       |
| Робин Хиббард        | РМ: Сан-Диего        | 2 место       |
| Дэнни Джэмисон       | РМ: Остин            | Серия 8/9 [m] |
| Кэти Дойл            | ДП: Квест            | 8 серия       |
| Кейси Купер          | Свежее мясо          | 7 серия       |
| Корал Смит           | РМ: Назад в Нью-Йорк | 7 серия [c]   |
| Бет Столаржик        | РМ: Лос-Анджелес     | 5 серия       |
| Джонни Девенанзио    | РМ: Кей-Вест         | 3 серия       |

| Игрок              | Первый сезон       | Закончил    |
| ------------------ | ------------------ | ----------- |
| Фрэнк Росслер      | РМ: Лас-Вегас      | победитель  |
| Джиллиан Зобороски | ДП: Экстрим        | победитель  |
| Джоанна Ботта      | РМ: Остин          | победитель  |
| Немайя Кларк       | РМ: Остин          | победитель  |
| Рэйчел Мойел       | РМ: Остин          | победитель  |
| Тори Холл          | ДП: Месть зрителей | победитель  |
| Райан Кихо         | Свежее мясо        | 7 серия     |
| ЭмДжей Гарретт [t] | РМ:Филадельфия     | 6 серия     |
| Мелинда Столп      | РМ: Остин          | 6 серия     |
| Дерек МакКрей      | ДП: Месть зрителей | 5 серия     |
| Зак Ман            | РМ: Кей-Вест       | 4 серия     |
| Джанелл Казанаве   | РМ: Кей-Вест       | 4 серия     |
| Тайри Баллард      | РМ: Дэнвер         | 3 серия [t] |
| Брук ЛаБарбера     | РМ: Дэнвер         | 3 серия     |
| Tyler Duckworth    | РМ: Кей-Вест       | 2 серия     |
| Энджел Тарлингтон  | ДП: Месть зрителей | 2 серия     |
| Alex Smith         | РМ: Дэнвер         | 1 серия     |

## Краткое изложение игры

### Таблица отсева
| Серия | Серия                                 | Победитель задания | Победитель задания | Пол     | Участники         | Участники          | Участники          | Битва                      | Победитель         | Выбывший          |  |
| #     | Задание                               | Победитель задания | Победитель задания | Пол     | Спасенный         | Выбор победителей  | Выбор проигравших  | Битва                      | Победитель         | Выбывший          |  |
| ----- | ------------------------------------- | ------------------ | ------------------ | ------- | ----------------- | ------------------ | ------------------ | -------------------------- | ------------------ | ----------------- |  |
| 1     | Битва за мячи (Pinata Pit)            |                    | Ветераны           | Мужской | Райан (Ryan)      | Немая (Nehemiah)   | Алекс (Alex)       | Силовое поле (Force Field) | Немая (Nehemiah)   | Алекс (Alex)      |  |
| 2     | От винта (Screw You)                  |                    | Ветераны           | Женский | Брук (Brooke)     | Джиллиан (Jillian) | Энджел (Angel)     | Жми, толкай (Ram It Home)  | Джиллиан (Jillian) | Энджел (Angel)    |  |
| 2     | Качели (Roped In)                     |                    | Ветераны           | Мужской | Тайри (Tyrie)     | Тайлер (Tyler)     | Френк (Frank)      | Силовое поле) Force Field  | Френк (Frank)      | Тайлер (Tyler)    |  |
| 3     | Гонки на выжимание (Wring Out)        |                    | Ветераны           | Женский | Тори (Tori)       | Джиллиан (Jillian) | Брук (Brooke)      | Отчери мяч (Ball Brawl)    | Джиллиан (Jillian) | Брук (Brooke)     |  |
| 3     | Жмурки (Blind Man’s Maze) [t]         |                    | Новички            | Мужской | Адам (Adam)       | Эван (Evan)        | Джонни (Johnny)    | Сдвиг по фазе (Sliders)    | Эван (Evan)        | Джонни (Johnny)   |  |
| 4     | Жми на газ (Push It)                  |                    | Ветераны           | Женский | Джоанна (Johanna) | Джанель (Janelle)  | Джиллиан (Jillian) | Отбери мяч (Ball Brawl)    | Джиллиан (Jillian) | Джанель (Janelle) |  |
| 4     | Человек за бортом (Man Overboard)     |                    | Ветераны           | Мужской | Райан (Ryan)      | Фрэнк (Frank)      | Зак (Zach)         | Сдвиг по фазе (Sliders)    | Фрэнк (Frank)      | Зак (Zach)        |  |
| 5     | Сборка (Assembly Required)            |                    | Новички            | Женский | Кэйси (Casey)     | Корал (Coral)      | Бес (Beth)         | Отбери мяч (Ball Brawl)    | Корал (Coral)      | Бес (Beth)        |  |
| 5     | Пройди по доске (Walk The Plank)      |                    | Ветераны           | Мужской | ЭмДжей (MJ)       | Дерек (Derek)      | Райан (Ryan)       | Сдвиг по фазе (Sliders)    | Райан (Ryan)       | Дерек (Derek)     |  |
| 6     | Тяни-толкай (Pole Push)               |                    | Ветераны           | Женский | Рейчел (Rachel)   | Мелинда (Melinda)  | Тори (Tori)        | Отбери мяч (Ball Brawl)    | Тори (Tori)        | Мелинда (Melinda) |  |
| 6     | Могила (I Dig You)                    |                    | Ветераны           | Мужской | Райан (Ryan)      | Фрэнк (Frank)      | ЭмДжей (MJ)        | Делай ноги (Ankle Breaker) | Фрэнк (Frank)      | ЭмДжей (MJ)       |  |
| 7     | На краю (Over The Edge) [c]           |                    | Новички            | Женский | Кэти (Katie)      | Эвелин (Evelyn)    | Кейси (Casey)      | Отбери мяч (Ball Brawl)    | Эвелин (Evelyn)    | Кейси (Casey)     |  |
| 7     | Мексиканское одеяло (Mexican Blanket) |                    | Ветераны           | Мужской | Фрэнк (Frank)     | N/A [f]            | N/A [f]            | Жми, толкай (Ram It Home)  | Немайа (Nehemiah)  | Райан (Ryan)      |  |
| 8     | Морозилка (Chill Out)                 |                    | Новички            | Женский | Дием (Diem)       | Пола (Paula)       | Кети (Katie)       | Сдвиг по фазе (Sliders)    | Пола (Paula)       | Кети (Katie)      |  |
| 8     | Равновесие (Well-Balanced) [m]        |                    | Новички            | Мужской | Эрик (Eric)       | Адам (Adam)        | Денни (Danny)      | Отбери мяч (Ball Brawl)    | Адам (Adam)        | Дэнни (Danny)     |  |
| 9     | Армейские учения (Army Strong)        |                    | Rookies [r]        |         |                   |                    |                    |                            |                    |                   |  |

     команда Новички
     команда Ветераны
- Первая серия началась с задания tug-of-war (перетягивание каната) между Ветеранами и Новичками, чтобы выяснить какая комната достанется какой команде. Ветераны выиграли это задание.
- В финале в составе ветеранов были Адам, Брэд, СиТи, Дием, Эрик, Эван, Эв, Кенни, Пола и Робин.

```
*В финале в составе новичков были Фрэнк, Джиллиан, Джоанна, Немайа, Рейчел и Тори.
** Новички выиграли $300,000. Каждый победивший новичок получил $50,000
```

### Ход Битвы
|  | Фрэнк  | СПАСЕН  | ПОБЕДА  | СПАСЕН  | ПОБЕДА  | СПАСЕН  | ПОЕДА   | СПАСЕН  | СПАСЕН  | ПОБЕДА   |  |  |
|  | Немайа | ПОБЕДА  | СПАСЕН  | СПАСЕН  | СПАСЕН  | СПАСЕН  | СПАСЕН  | ПОБЕДА  | СПАСЕН  | ПОБЕДА   |  |  |
|  | Адам   | СПАСЕН  | СПАСЕН  | СПАСЕН  | СПАСЕН  | СПАСЕН  | СПАСЕН  | СПАСЕН  | ПОБЕДА  | ПРОИГРЫШ |  |  |
|  | Брэд   | СПАСЕН  | СПАСЕН  | СПАСЕН  | СПАСЕН  | СПАСЕН  | СПАСЕН  | СПАСЕН  | СПАСЕН  | ПРОИГРЫШ |  |  |
|  | СиТи   | СПАСЕН  | СПАСЕН  | СПАСЕН  | СПАСЕН  | СПАСЕН  | СПАСЕН  | СПАСЕН  | СПАСЕН  | ПРОИГРЫШ |  |  |
|  | Эван   | СПАСЕН  | СПАСЕН  | ПОБЕДА  | СПАСЕН  | СПАСЕН  | СПАСЕН  | СПАСЕН  | СПАСЕН  | ПРОИГРЫШ |  |  |
|  | Кенни  | СПАСЕН  | СПАСЕН  | СПАСЕН  | СПАСЕН  | СПАСЕН  | СПАСЕН  | СПАСЕН  | СПАСЕН  | ПРОИГРЫШ |  |  |
|  | Эрик   | СПАСЕН  | СПАСЕН  | СПАСЕН  | СПАСЕН  | СПАСЕН  | СПАСЕН  | СПАСЕН  | СПАСЕН  | ПРОИГРЫШ |  |  |
|  | Дэнни  | СПАСЕН  | СПАСЕН  | СПАСЕН  | СПАСЕН  | СПАСЕН  | СПАСЕН  | СПАСЕН  | ВЫЛЕТЕЛ |          |  |  |
|  | Райан  | СПАСЕН  | СПАСЕН  | СПАСЕН  | СПАСЕН  | ПОБЕДА  | СПАСЕН  | ВЫЛЕТЕЛ |         |          |  |  |
|  | ЭмДжей | N/A[t]  | N/A[t]  | N/A[t]  | СПАСЕН  | СПАСЕН  | ВЫЛЕТЕЛ |         |         |          |  |  |
|  | Дерек  | СПАСЕН  | СПАСЕН  | СПАСЕН  | СПАСЕН  | ВЫЛЕТЕЛ |         |         |         |          |  |  |
|  | Зак    | СПАСЕН  | СПАСЕН  | СПАСЕН  | ВЫЛЕТЕЛ |         |         |         |         |          |  |  |
|  | Тайри  | СПАСЕН  | СПАСЕН  | УШЕЛ    |         |         |         |         |         |          |  |  |
|  | Джонни | СПАСЕН  | СПАСЕН  | ВЫЛЕТЕЛ |         |         |         |         |         |          |  |  |
|  | Тайлер | СПАСЕН  | ВЫЛЕТЕЛ |         |         |         |         |         |         |          |  |  |
|  | Алекс  | ВЫЛЕТЕЛ |         |         |         |         |         |         |         |          |  |  |

|  | Джиллиан | ПОБЕДА   | ПОБЕДА   | ПОБЕДА   | СПАСЕНА  | СПАСЕНА  | СПАСЕНА  | СПАСЕНА  | ПОБЕДА   |  |
|  | Джоанна  | СПАСЕНА  | СПАСЕНА  | СПАСЕНА  | СПАСЕНА  | СПАСЕНА  | СПАСЕНА  | СПАСЕНА  | ПОБЕДА   |  |
|  | Рейчел   | СПАСЕНА  | СПАСЕНА  | СПАСЕНА  | СПАСЕНА  | СПАСЕНА  | СПАСЕНА  | СПАСЕНА  | ПОБЕДА   |  |
|  | Тори     | СПАСЕНА  | СПАСЕНА  | СПАСЕНА  | СПАСЕНА  | ПОБЕДА   | СПАСЕНА  | СПАСЕНА  | ПОБЕДА   |  |
|  | Дием     | СПАСЕНА  | СПАСЕНА  | СПАСЕНА  | СПАСЕНА  | СПАСЕНА  | СПАСЕНА  | СПАСЕНА  | ПРОИГРЫШ |  |
|  | Эвелин   | СПАСЕНА  | СПАСЕНА  | СПАСЕНА  | СПАСЕНА  | СПАСЕНА  | ПОБЕДА   | СПАСЕНА  | ПРОИГРЫШ |  |
|  | Пола     | СПАСЕНА  | СПАСЕНА  | СПАСЕНА  | СПАСЕНА  | СПАСЕНА  | СПАСЕНА  | ПОБЕДА   | ПРОИГРЫШ |  |
|  | Робин    | СПАСЕНА  | СПАСЕНА  | СПАСЕНА  | СПАСЕНА  | СПАСЕНА  | СПАСЕНА  | СПАСЕНА  | ПРОИГРЫШ |  |
|  | Кэти     | СПАСЕНА  | СПАСЕНА  | СПАСЕНА  | СПАСЕНА  | СПАСЕНА  | СПАСЕНА  | ВЫЛЕТЕЛА |          |  |
|  | Кейси    | СПАСЕНА  | СПАСЕНА  | СПАСЕНА  | СПАСЕНА  | СПАСЕНА  | ВЫЛЕТЕЛА |          |          |  |
|  | Корал    | СПАСЕНА  | СПАСЕНА  | СПАСЕНА  | ПОБЕДА   | СПАСЕНА  | УШЛА     |          |          |  |
|  | Мелинда  | СПАСЕНА  | СПАСЕНА  | СПАСЕНА  | СПАСЕНА  | ВЫЛЕТЕЛА |          |          |          |  |
|  | Бес      | СПАСЕНА  | СПАСЕНА  | СПАСЕНА  | ВЫЛЕТЕЛА |          |          |          |          |  |
|  | Джанел   | СПАСЕНА  | СПАСЕНА  | ВЫЛЕТЕЛА |          |          |          |          |          |  |
|  | Брук     | СПАСЕНА  | ВЫЛЕТЕЛА |          |          |          |          |          |          |  |
|  | Энджел   | ВЫЛЕТЕЛА |          |          |          |          |          |          |          |  |

Teams
     Участники команды «Новички»
     Участники команды «Ветераны»
Competition
     Команда участника выиграла финальное задание.
     Команда участника проиграла финальное задание.
     Участник был отстранен от финального задания в связи с болезнью.
     Участник был защищен от Битвы победившей командой.
     Участник выиграл битву.
     Участник проиграл битву и покинул проект.
     Участник ушел из проекта.

## Испытания Битвы
В Битве задания выбираются с помощью колеса. Колесо состоит из шести частей, где пять отсеков это разные виды Битв и один отсек для повторного вращения. Вид битвы, который был прошлый раз, заменяется «повторной» частью, поэтому никакое задание не проходят 2 раза подряд.
- Силовое поле: Двух противников соединяет веревка, которая прикреплена к их спинам. Если игрок продвинется вперед, он тем самым тянет другого назад. Каждый игрок начинает на своей линии, и с началом «Битвы» старается пересечь линию противника. Кто первый пересечет, тот и выиграл.
  - Был сыгран 2 раза: Алекс против Немайи, Тайлер против Фрэнка
- Жми-толкай:: Перед двумя игроками стоит гиря, позади них — стена. Игроки должны использовать гирю, чтобы прижать соперника к стенке. Кто первый, тот выигрывает битву.
  - Был сыгран 2 раза: Энджел против Джилиан, Райан против Немайя.
- Отбери мяч: Два игрока должны вернуть мячи, которые построены в один ряд. Начиная с ближнего мяча, игроки вместе стартуют и пытаются взять первый мяч. Они берут его и тащат за линию. Всего 5 мячиков — первые 3, черные, стоят 1 очко. Последные 2 мячика, белые, стоят 2 очка каждый. Первый человек, который наберет 4 очка, выиграет.
  - Был сыгран 6 раз: Брук против Джилиан, Джилиан против Джанель, Корал протик Бет, Тори против Мелинды, Кейси против Эвелин, Адам против Денни.
- Сдвиг по фазе: Двум игрокам одновременно даются головоломки. Они состоят из 16 деталей и у них один и тот же рисунок. Дано изображение той картинки, которая должна получиться. Одна головоломка синяя, другая — красная. Их напарникам (и противникам) разрешено смотреть и помогать им решить головоломку.
  - Был сыгран 4 раза: Джонни против Эвана, Фрэнк против Зака, Райан против Дерека, Кэти против Полы.
- Делай ноги: Делай ноги — это вариант перетягивания каната, но только тут соперники связаны между собой. Они должны потянуть своего противника через песок, пока не достигнут веревки, которая поможет им дойти до финишной черты. Это очень похоже на перетягивание каната, которое было в «Битве 2»
  - Был сыгран 1 раз: ЭмДжей против Франка.

## Справочник по сериям
Эпизод 1 — «Да здравствует Мексика»
Битва возвращается! И 3 сезон Алчных Экстремалов обещает иметь больше драмы и сцен за кулисами, чем когда-либо. T.J. Лавин ведущий этого сезона, который приветствует участников в Пуэрто-Вальярта (Мексика). Пора браться за дело! Формируются две команды. Ветераны против Новичков.
- Мужской день: «Битва за мячи»
  - Победители: Ветераны
  - Защищен от поединка: Райан
  - Выбор победившей команды: Немайа
  - Выбор проигравшей команды: Алекс
  - Выбыл: Алекс

Эпизод 2 — «Это личное»
Ветераны и Новички отправляются на конкурс «От винта»: полоса препятствий, на которых расположены большие винты. Тори замечает, что некоторые люди из её команды имеют альянсы с ветеранами.
- Женский день: «От винта»
  - Победитель: Ветераны
  - Защищен от поединка: Брук
  - Выбор победившей команды:Джиллиан
  - Выбор проигравшей команды:Энджел
  - Выбыла: Энджел
- Мужской День: «Качели»
  - Победитель: Ветераны
  - Защищен от поединка: Тайри
  - Выбор победившей команды: Тайлер
  - Выбор проигравшей команды: Фрэнк
  - Выбыл: Тайлер

Эпизод 3 — «Чем меньше, тем больше»
Пора Новичкам дать отпор Ветеранам. Последние чувствуют себя довольно уверенно. Следующим утром, пришло время для следующей задачей. Новички и ветераны встречаются с TJ на пляже, где они видят гигантский лабиринт веревки и палки, составляющих "Лабиринт слепого". У Новичков на 4 игрока меньше, чем у Ветеранов. Тем самым у Ветеранов есть преимущество над Новичками. После вызова Тайри покинул игру по семейным обстоятельствам.
- Женский день: «Гонки на выжимания»
  - Победитель: Ветераны
  - Защищен от поединка: Тори
  - Выбор победившей команды:Джиллиан
  - Выбор проигравшей команды:Брук
  - Выбыла: Брук
- Мужской День: «Жмурки»
  - Победитель: Новички
  - Защищен от поединка: Адам
  - Выбор победившей команды: Эван
  - Выбор проигравшей команды: Джонни
  - Выбыл: Джонни
  - Ушел: Тайри

Эпизод 4 — «Это не честно»
Сейчас ветераны чувствуют себя довольно уверенно. Новички рады узнать, что они получают замену игрока. С их новым товарищем по команде Новички готовы к «Push It» вызову. С двух машин опираясь на серию деревянных планок, каждая команда должна использовать рейки построить дорогу для своих автомобилей, чтобы перемещаться по пляжу и неважно, автомобиль коснется песка или нет. Первая команда, чтобы пересечь финишную черту выигрывает. Новички берут лидерство, несмотря на меньшее количество людей, чем у ветеранов. После соревнования, Мелинда доставлена в больницу из-за случайного удара в голову одной из планок.
- Женский день: «Толкай»
  - Победитель: Ветераны
  - Защищен от поединка: Джоанна
  - Выбор победившей команды:Джанель
  - Выбор проигравшей команды:Джиллиан
  - Выбыла: Джанель
- Мужской День: «Человек за бортом»
  - Победитель: Ветераны
  - Защищен от поединка: Райан
  - Выбор победившей команды: Фрэнк
  - Выбор проигравшей команды: Зак
  - Выбыл: Зак

Эпизод 5 — «Совпадение века»
Боясь, что их девочки выиграют их, мальчики с команды «Ветераны» секретно договариваются избавиться от некоторых своих игроков. Во время задания «Сборка» парни специально все портят, принося новичкам вторую победу и отправляя девочек на поединок. Новички долго выбирали, кого отправить на поединок. Они решают бросить монетку, и отправляют Корал. После того, как Ветераны все подстроили, они отправляют Бет против Корал. Итак, Корал и Бет вступают в битву, чтобы сразиться в игре «Отбери мяч». На следующем задании, Ветераны и Новички должны пройти по маленькой доске, не будучи пробитыми большими шарами, которыми в них кидаются соперники.
- Женский день: «Сборка»
  - Победитель: Новички
  - Защищен от поединка: Кейси
  - Выбор победившей команды:Корал
  - Выбор проигравшей команды:Бэс
  - Выбыла: Бэм
- Мужской День: «Пройди по доске»
  - Победитель: Ветераны
  - Защищен от поединка: Эм. Джей.
  - Выбор победившей команды: Дерек
  - Выбор проигравшей команды: Райан
  - Выбыл: Дерек

Эпизод 6 — «Все сам»
Каждая неделя «Битвы III» напряженная от начала до финишной линии, и участники начинают изнашиваться и рваться. Когда Мелинда говорит, что Новички все продолжают проигрывать, потому что они постоянно теряют игроков, Денни реагирует на это чересчур эмоционально и начинает кричать на неё. Тем же временем, парни команды «Ветераны» продолжают выкидывать девочек. Когда Ветераны и Новички встречаются с ТиДжей Левином на пляже, им говорят, что они должны сразиться в «На краю». В кольце Ветераны будут на одном конце полюса, в то время как Новички на другом. Команда, которая столкнет другую за ринг, выигрывает. После задания, напряжение нарастает, когда Денни называет Джоанну предателем, так как она не поддержала Мелиссу, а Тори и Джилиан из «Новичков» начинают кричать друг на друга. Другое задание, «Могила», включает в себя два ряда гробов, выстроенных в линию на пляже, на которых каждый член команды должен быть закопан. Будет один участник, который будет всех копать — он или она должен ответить на несколько вопросов перед тем, как сможет начать закапывать. Кто первый закопает свою команду, тот выиграет. У новичков в этом задании было преимущество, так как их меньше. Так как новички и ветераны заходят в свои гробы, все начинаются волноваться, тут также много давления на тех, кто закапывает, и они начинают ошибаться.
- Женский день: «Тяни, толкай»
  - Победитель: Ветераны
  - Защищен от поединка: Рейчел
  - Выбор победившей команды:Мелинда
  - Выбор проигравшей команды:Тори
  - Выбыла: Мелинда
- Мужской День: «Могила»
  - Победитель: Ветераны
  - Защищен от поединка: Райан
  - Выбор победившей команды: Фрэнк
  - Выбор проигравшей команды: Эм. Джей.
  - Выбыл: Эм. Джей

Эпизод 7 — «Что идет по кругу»
Интриги и подлость изобилует в этой серии «Битвы III», так как Ветераны снова составляют заговор, чтобы выкинуть несколько из своих девочек, которые являются для них только живым весом. Но Корал подслушивает их разговор и говорит Эвану, что его дружба ненадежная. В день соревнования, парни «Ветеранов» понимают, что если они испортят все, то кого-нибудь из девушек отправят домой. Но когда они узнают, какое задание им придется проходить, они понимают, что у новичков большое преимущество и они могли бы и так проиграть. Когда наступает очередь С. Т., он фальсифицирует промах, тем самым давая Ветеранам 15-минутный штраф. Но С. Т. не лучший актёр: девушки сразу все поняли и почувствовали неуважение. На следующем задании, «Мексиканское одеяло», члены команды обернуты в одеяла. Та команда, которая первая «докатится» до финишной линии, выигрывает. С оставшимися только тремя парнями в команде «Новички», нельзя было потерять.
- Женский день: «На краю»
  - Победитель: Новички
  - Защищен от поединка: Кейти
  - Выбор победившей команды:Эвелин
  - Выбор проигравшей команды:Кейси
  - Выбыла: Кейси
  - Ушла: Корал
- Мужской День: «Мексиканское одеяло»
  - Победитель: Ветераны
  - Защищен от поединка: Фрэнк
  - Выбор победившей команды: Немайа
  - Выбор проигравшей команды: Райан
  - Выбыл: Райан

Эпизод 8 — «Застывшая кровь»
Это предпоследняя неделя Битвы 3 и все волнуются о том, как лягут карты. Новички были слишком взволнованы, так как у них в команде осталось лишь 2 парня, в то время, как у Ветеранов их было 7. На следующий день, команды встретятся с ведущим Т.J.Лавин перед гигантским морозильником. Внутри морозильника были 2 ванны наполненные ледяной водой. Для первого раунда, игроки должны пригнут внутрь ледяной воды и выпрыгнут обратно. На втором раунде все должны там остаться на 5 секунд. Как только началось задание, парни из команды Ветеранов стали быстро уходит с морозильника, чтобы проиграть задание и отправит их девушек на Битву. Остальная часть Ветеранов продолжала покидать, пока не остался только один ветеран, Дэнни. Между раундами, Новички спросили Дэнни почему он не ушел ещё, раз он знает, что его команда хочет проиграть. Дэнни сказал, чт он уйдет только в том случае, если Новички пообещают, в случае проигрыша Ветеранов, защитить его от Битвы. Все Новички согласились, кроме Фрэнка — и с этим, Дэнни решил остаться в игре и попробовать выиграть это задание. На следующий день, Ветераны и Новички принялись за следующее задание «Равновесие». Команда должна стоять на огромном круге и двигаться до тех пор, пока они идеально не сбалансируются. Как только они сбалансируются, они должны остаться в таком положении 10 секунд. Ветераны, начали кричать друг на друга. В то время Новички медленно начали формулировать стратегию и им удалось зафиксировать баланс.
- Женский день: «Морозилка»
  - Победитель: Новички
  - Защищен от поединка: Дием
  - Выбор победившей команды:Пола
  - Выбор проигравшей команды:Кети
  - Выбыла: Кети
- Мужской День: «Равновесие»
  - Победитель: Новички
  - Защищён от поединка: Эрик
  - Выбор победившей команды: Адам
  - Выбор проигравшей команды: Дэнни
  - Выбыл: Дэнни

Эпизод 9 — «Финал»
Новички выиграли финальное задание Алчных экстремалов не выполнив задание. Ветераны первыми подняли свой флаг, но были дисквалифицированы потому что они не сделали это вместе с Эриком, которого пришлось забрать в больницу после половины задания. Ти Джей Лавин объяснил, что для того чтобы выиграть финал, нужно чтобы все игроки пересекли финишную черту.

## Музыка с Битвы
- «15 Minutes» — Wired All Wrong (Заставка)
- «1,000 Strong» — Iced Earth
- «Life is Beautiful» — SIXX:A.M.
- «Freakum Dress» — Beyonce Knowles
- «Running Up That Hill» — Placebo
- «Take This to Heart» — Mayday Parade
- «Wow, I Can Get Sexual Too» — Say Anything
- «When I Get Home, You’re So Dead» — Mayday Parade
- «Shut Up and Drive» — Rihanna
- «Would You Love a Monsterman?» — Lordi
- «Going Through Changes» — Army of Me
- «Scream Out Loud» — Baltimore
- «Supermassive Black Hole» — Muse
- «Lose It» — Cartel (Last song played, as Vets raise their flag, but do not win the competition)
- «Maniac (R.O.D.)» — Four Year Strong

## Заметки
↑  Tайри покинул игру в конце 3 серии из-за семейных обстоятельств. В 4 серии на его замену пришел M.J.
↑  Корал покинула игру в 7 серии из-за участников своей команды, а также будучи покинутыми друзьями и союзником Эваном, также ей предстояло сразиться в поединке с самым сильный игроком из девушек (Эв). Вместо Корал выступила Кейси и была выбита из игры Эв.
↑  Ветераны победили Новичков на финальном испытании, но были дисквалифицированы после того, как Эрику стало плохо и его понесли в больницу во время финального забега.